# Wu Xi
Wu Xi (chiń. upr. 吴曦; ur. 19 lutego 1989 w Shijiazhuang) – chiński piłkarz grający na pozycji ofensywnego pomocnika. Od 2013 jest zawodnikiem klubu Jiangsu Suning.

## Kariera piłkarska
Swoją karierę piłkarską Wu Xi rozpoczął w klubie Hebei Tiangong. W 2008 roku awansował do pierwszego zespołu. W tamtym roku zadebiutował w jego barwach w rozgrywkach League Two. W 2009 roku przeszedł do grającego w Super League, Shanghai Shenhua. W Super League swój debiut zaliczył 3 kwietnia 2010 w wygranym 2:1 wyjazdowym meczu z Shanghai Shenxin. W klubie z Szanghaju grał do końca sezonu 2012.
Na początku 2013 roku Wu Xi przeszedł do klubu Jiangsu Suning. Swój debiut w nim zaliczył 8 marca 2013 w zwycięskim 2:1 domowym meczu z Wuhan Zall. W 2015 roku zdobył z Jiangsu Suning Puchar Chin.
| Sezon | Klub                    | Kraj  | Rozgrywki    | Mecze | Gole |
| ----- | ----------------------- | ----- | ------------ | ----- | ---- |
| 2008  | Hebei Tiangong          | Chiny | League Two   | ?     | ?    |
| 2009  | Shanghai Shenhua        | Chiny | Super League | 0     | 0    |
| 2010  | Shanghai Shenhua        | Chiny | Super League | 25    | 2    |
| 2011  | Shanghai Shenhua        | Chiny | Super League | 26    | 3    |
| 2012  | Shanghai Shenhua        | Chiny | Super League | 29    | 1    |
| 2013  | Jiangsu Shuntian        | Chiny | Super League | 29    | 3    |
| 2014  | Jiangsu Guoxin-Shuntian | Chiny | Super League | 27    | 3    |
| 2015  | Jiangsu Guoxin-Shuntian | Chiny | Super League | 30    | 5    |
| 2016  | Jiangsu Suning          | Chiny | Super League |       |      |

## Kariera reprezentacyjna
W reprezentacji Chin Xi Wu zadebiutował 28 lipca 2011 roku w wygranym 6:1 meczu eliminacji do MŚ 2014 z Laosem. W 2015 roku został powołany do kadry Chin na Puchar Azji 2015. Zagrał na nim w czterech meczach: grupowych z Arabią Saudyjską (1:0), z Uzbekistanem (2:1), z Koreą Północną (2:1) i ćwierćfinałowym z Australią (0:2).